# Zahara de la Sierra
Zahara de la Sierra – miasto w południowej Hiszpanii w Andaluzji w prowincji Kadyks w górach Sierra de Grazalema, jedno z tzw. pueblos blancos, ponieważ wszystkie budynki w mieście są białe. Miasto założone przez Maurów, znajdują się tu także pozostałości zamku zbudowanego przez założycieli miasta, jako twierdzy w przypadku ataku.

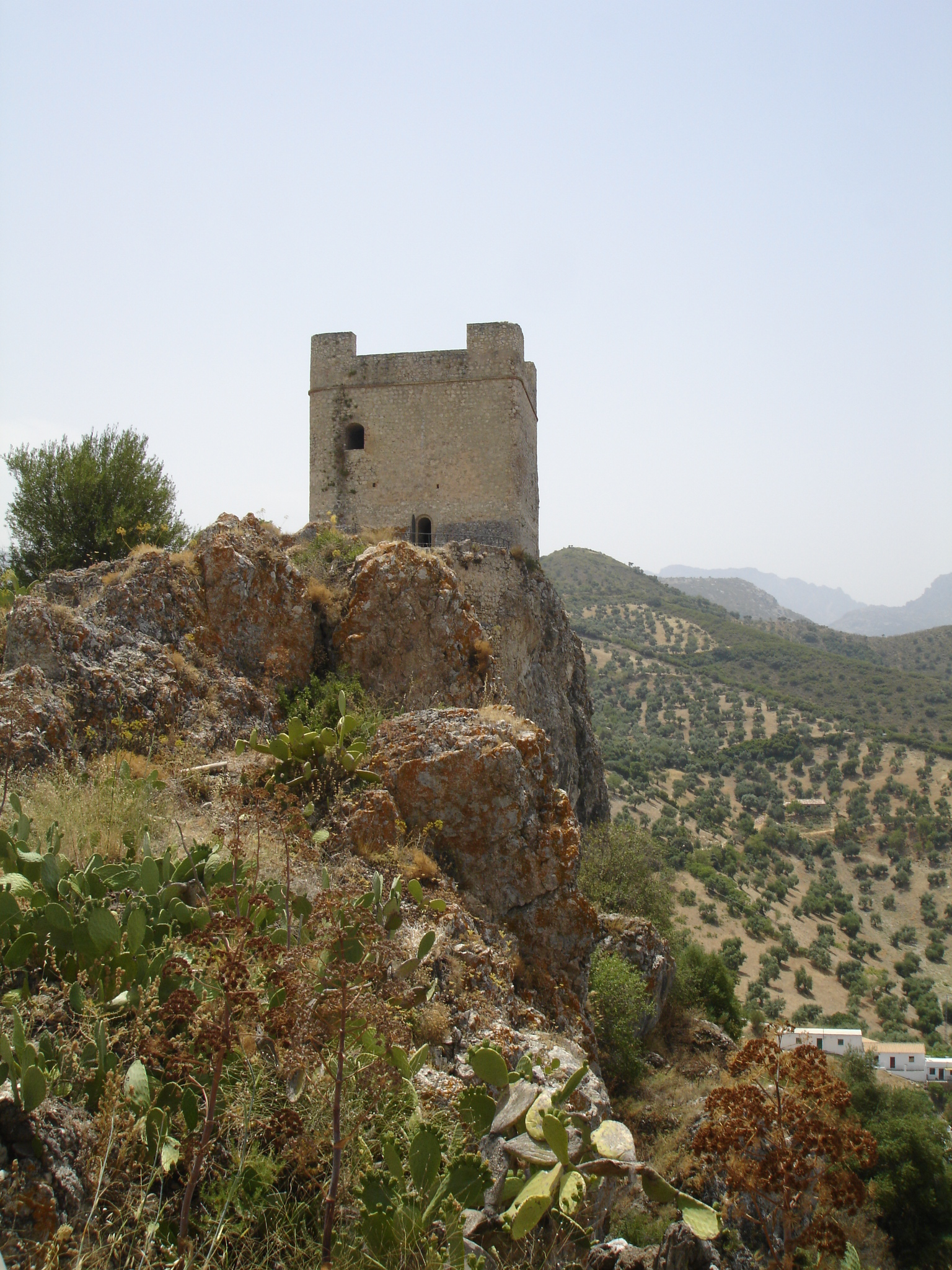
Pozostałości zamku wzniesionego przez Maurów